# Lewisville (Washington)
Lewisville az Amerikai Egyesült Államok északnyugati részén, Washington állam Clark megyéjében elhelyezkedő statisztikai település. A 2010. évi népszámlálási adatok alapján 1722 lakosa van.

## Népesség
A település népességének változása:
| Lakosok száma | 1688 | 1722 | 1860 |
|               | 2000 | 2010 | 2020 |